# Dorothea Orem
Dorothea Elizabeth Orem (Baltimore, Maryland, 1914 - 22 de junho de 2007) foi uma enfermeira e empresária estadounidense. Seu pai era trabalhador de construção civil e pescador; sua mãe dona de casa. Iniciou sua carreira profissional em enfermagem na Escola de Enfermagem do "Providence Hospital Washington – EUA".
Concluiu o curso de enfermagem em 1930 e o mestrado em enfermagem no ano de 1939 e o mestrado em ciências da educação em enfermagem em 1945, pela Universidade Católica da América.
Recebeu vários títulos e graus honoríficos, inclusive o de Doutora em Enfermagem.
Iniciou os estudos a respeito da sua teoria em 1958.

## Obra (seleção)
- "Enfermagem – Conceitos da Prática", 1971, ISBN 3-86126-548-6.

## Filosofia Central
A teoria de Enfermagem de Orem foi desenvolvida entre 1959 a 1985. Baseia-se na premissa que os pacientes podem cuidar de si próprios. Primariamente usada em reabilitação e cuidados primários, onde o paciente é encorajado a ser independente o máximo possível.
O modelo de Orem é baseado em que todos os pacientes desejam cuidar de si próprios.

## Requisitos de autocuidado
Requisitos de autocuidados são grupos de necessidades que Orem identificou. São classificados como:
- Requisitos Universais - aqueles que todos têm
- Requisitos de desenvolvimento de autocuidado - aqueles que relacionados com o desenvolvimento individual
- Requisitos de desvio de saúde - aqueles resultantes de condições dos pacientes

## Défices de autocuidado
Quando um indivíduo é incapaz de cumprir seus requisitos de autocuidado, um défice ocorre. É o trabalho do enfermeiro determinar esses défices, e definir as modalidades de suporte.